# Francisco Joaquim Bingre

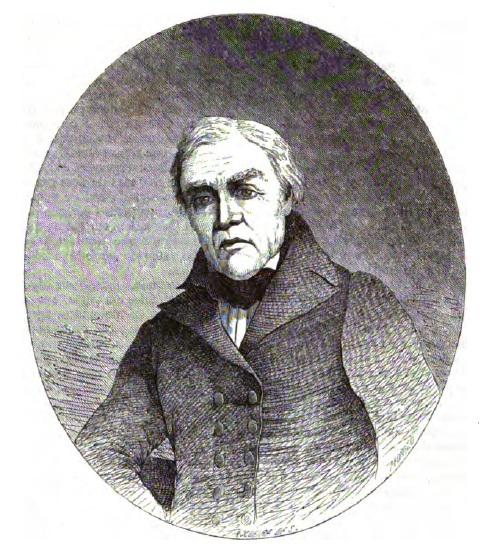
Porträt von Francisco Joaquim Bingre

Francisco Joaquim Bingre  (* 9. Juli 1763 in Canelas, Kreis Estarreja, Disktrik Aveiro, Portugal; † 26. Mai 1856 in Mira, Distrikt Coimbra, Portugal) war ein portugiesischer Lyriker des Arkadismus.

## Leben
Francisco Joaquim Bingre wurde als Sohn eines Portugiesen und der Österreicherin Ana Maria Clara Hebinger aus Wien geboren. Als er Kind war, zog die Familie nach Lissabon, wo er Jura studierte. Zeitlebens war er in juristischen Berufen tätig, so war er als Gerichtsschreiber, Notar und Richter tätig. Er zeigte schon als Kind ein literarisches Talent.
Von 1801 bis 1834 lebte er durchgängig in der Stadt Mira, in der er dann auch verstarb. Manoel Maria Barbosa du Bocage war ein guter Freund. 
Als Lyriker hinterließ er rund 1120 Sonette, dazu Oden, Satiren, Madrigale, Farcen, Elegien, Liedfabeln, Briefe, Hymnen. Das Gesamtwerk erschien nach gründlicher wissenschaftlicher Prüfung erstmals in 6 Bänden zwischen 2000 und 2005. Auch war er Mitglied der 2. Arcádia Lusitana und trug da den Namen Francélio Vouguense.
Er starb am 26. Mai 1856 im Alter von 92 Jahren in Mira.